# Непчано-језични мишић
Непчано-језични или палатоглосни мишић (лат. musculus palatoglossus s. glossopalatinus) је парни мишић главе, који припада мускулатури меког непца и ждрелног сужења.
Мишић полази са доње стране непчане апонеурозе и спушта се испред непчаног крајника до задњег дела бочне ивице језика. Ту се дели на два снопа који улазе у састав мишића језика: уздужни и попречни. Уздужни сноп се простире право унапред до језичног врха, а попречни скреће и улази у састав попречног мишића језика са којим се припаја на језичну преграду. Током силаска до језика, палатоглосни мишић образује слузокожни набор (непчано-језични лук), који учествује у изградњи ивице ждрелног сужења.
Инервација мишића потиче од гранчица ждрелног сплета, и то највећим делом од вагусног живца. Основна функција му је затварање задњег отвора усне дупље, што чини спуштањем меког непца, подизањем задњег дела језика и приближавањем палатоглосних лукова. Осим тога, он учествује у акту гутања тако што потискује залогај хране ка ждрелном сужењу.